# 索卡尔事件
索卡尔事件（英語：Sokal affair），又稱索卡尔惡作劇（Sokal hoax），發生於1996年，由物理學家艾伦·索卡尔向後現代主義學者的著名惡作劇。索卡尔向文化研究雜誌《社會文本》投了一篇偽科學的文稿，结果成功发表。

## 經過
索卡尔1955年生於紐約，二十一歲獲哈佛大學學士，二十六歲（1981年）獲普林斯頓大學物理學博士。1996年，时任紐約大學教授的索卡尔向文化研究雜誌《社會文本》投稿一篇偽科學的文章，文題為《跨越界線：通往量子重力的轉換詮釋學》（Transgressing the Boundaries: Toward a Transformative Hermeneutics of Quantum Gravity）。
在《社會文本》刊出該文的同日，索卡尔在《Lingua Franca》聲明該文是惡作劇，令出版《社會文本》的杜克大學蒙羞。索卡尔自謂其文是「左翼暗號的雜燴、阿諛奉承式的參考、無關痛痒的引用、完完全全的胡扯」，說他用了學術界「在我能找到的範圍中，有關數學和物理最愚昧的語錄」。因為該篇論文的成功發表，索卡尔認為《社會文本》欠缺嚴謹的審查，斷定他們「發表一篇有關量子物理的論文，不諮詢任何了解這個學科的人，還覺得這是理所當然的」。而《社會文本》的編輯群則說他們相信該文「是專業科學家爲他的學科的發展，尋求後現代哲學的某種認同所做出的真誠的嘗試」。《社會文本》甚至把索卡尔的文章刊在一個特別版中。
索卡尔認為重點在於期刊出版論文非基於該文的正確或合理與否，卻基於作者的头衔：「我的目標不是為了保護科學免受文學評論者的蠻行，而是保護左翼免受它自身其中一個流行支派的影響......有過百個重要政治和經濟議題和科學和技術息息相關。科學社會學在最好時已去闡明這些主題。但輕率的社會學如同輕率的科學，無用甚至有反效果。」。在一個訪問中，索卡尔表示他是在讀過《高级迷信：学术左派及其关于科学的争论'》後，而有意進行其實驗。

## 影響
1997年，索卡尔和Jean Bricmont合著了《知識的騙局》，在美國出版時名為《時髦的胡說：後現代知識分子對科學的糟蹋》（Fashionable Nonsense: Postmodern Intellectuals' Abuse of Science）。索卡尔和Bricmont批評了科學知識社會學中的社會建構主義的强纲领。
相對地，後現代主義者則認為「雖然他們對建設性的批評開放，但認為索卡尔欠缺了對他們的範疇的基本理解，因而其大部分反駁語無倫次，毫無用處。」科學社會學者布鲁诺·拉图尔視整件事為“茶杯裏的風波”。

### 引用
1. ↑  Bradatan, Costica. . New Statesman. 2022-08-25  [2022-09-10]. （原始内容存档于2022-09-10）.

### 书目
- 索卡尔. . 当代学术棱镜译丛. 由蔡仲; 邢冬梅翻译. 南京大学出版社. 2002-05. ISBN 978-7-305-03775-7.
- 李國偉. 〈都是索卡惹起的——科學與文化研究界的一次交鋒〉，《一條畫不清的界線》，pp. 92–97. 台灣：新新聞文化事業股份有限公司出版，1999年.